# Roberto Monzón González
Roberto Monzón González   (l'Havana, 30 de març de 1978) és un lluitador cubà, ja retirat, especialista en lluita grecoromana, que va competir a la fi del segle XX i començaments del XXI.
El 2004 va prendre part en els Jocs Olímpics d'Estiu d'Atenes, on guanyà la medalla de plata en la competició del pes ploma del programa de lluita grecoromana. Quatre anys més tard, als Jocs de Pequin, fou cinquè en la mateixa competició.
En el seu palmarès també destaquen tres medalles al Campionat del món de lluita, una de plata i dues de bronze, entre el 2001 i 2003; dues medalles d'or i una de plata als Jocs Panamericans entre el 1999 i el 2007; i nou medalles als Campionats Panamericans de lluita, sis d'or, dues de plata i una de bronze entre el 1998 i el 2008.